# MkF
 (décembre 2020).
 (décembre 2020).
Si vous disposez d'ouvrages ou d'articles de référence ou si vous connaissez des sites web de qualité traitant du thème abordé ici, merci de compléter l'article en donnant les références utiles à sa vérifiabilité et en les liant à la section « Notes et références ».
Les éditions MkF sont une maison d'édition indépendante créée en 2008 qui publie des beaux livres, ainsi que des essais en sciences humaines et sociales. MkF intervient également dans le champ de l'édition numérique.

## Présentation
MkF est une maison d'édition indépendante basée à Paris. MkF publie des livres d'art ou tournés vers des sujets culturels, ainsi que des essais scientifiques dans trois collections (les Essais numériques, les Essais médiatiques et les Essais visuels) principalement tournées vers les sciences de l'information et de la communication, la sociologie, les sciences de l'art ou la science politique.
MkF est une maison d'édition qui se présente également comme laboratoire éditorial : elle pilote ou accompagne la production de projets transmédias : livres numériques, applications web, webdocumentaires, expositions, MOOCs, films d’animation, mêlant papier et numérique.  

## Auteurs
MkF a publié des textes de Hamady Bocoum, Yves Winkin, Camille Jutant, Jacob T. Matthews, Michaël Bourgatte, Hécate Vergopoulos, Joëlle Le Marec, Milad Doueihi, Laurent Tessier, Daniel Jacobi, Valérie Jeanne-Perrier, Rémy Besson, Joffre Dumazedier (republication de Vers une civilisation du loisir ? avec une préface original d'Edgar Morin), Gustavo Gomez Mejia, Vincent Rouzé, Étienne Féau, Carine Jaquet ou encore Emmanuel Lincot.
Les auteurs de cette maison d'édition sont des spécialistes qui sont régulièrement invités dans les médias : Jérémie Vachet, Gustavo Gomez-Mejia, Emmanuel Lincot, Rémy Besson, etc.